# スーザン・ストラスバーグ
スーザン・ストラスバーグ （Susan Strasberg、1938年5月22日 - 1999年1月21日）は、アメリカ合衆国の女優。

## 略歴
父親は演出家・俳優のリー・ストラスバーグで「アクターズ・スタジオ」の創立者の一人、母親は女優のポーラ・ストラスバーグ。ユダヤ系。 
1955年、18歳の時にブロードウェイの舞台『The Diary of Anne Frank（アンネの日記）』に主演し、トニー賞にノミネートされる。同年、ジョシュア・ローガン監督の映画『ピクニック』に出演。シドニー・ルメット監督の『女優志願』、ジッロ・ポンテコルヴォ監督の『ゼロ地帯』などの作品で名を馳せる。
1965年にクリストファー・ジョーンズと結婚するが1968年に離婚。
1990年代半ばに乳癌を発病し、1999年1月21日、ニューヨークの自宅で息を引き取った。60歳没。

## 主な出演作品
- ピクニック Picnic (1955)

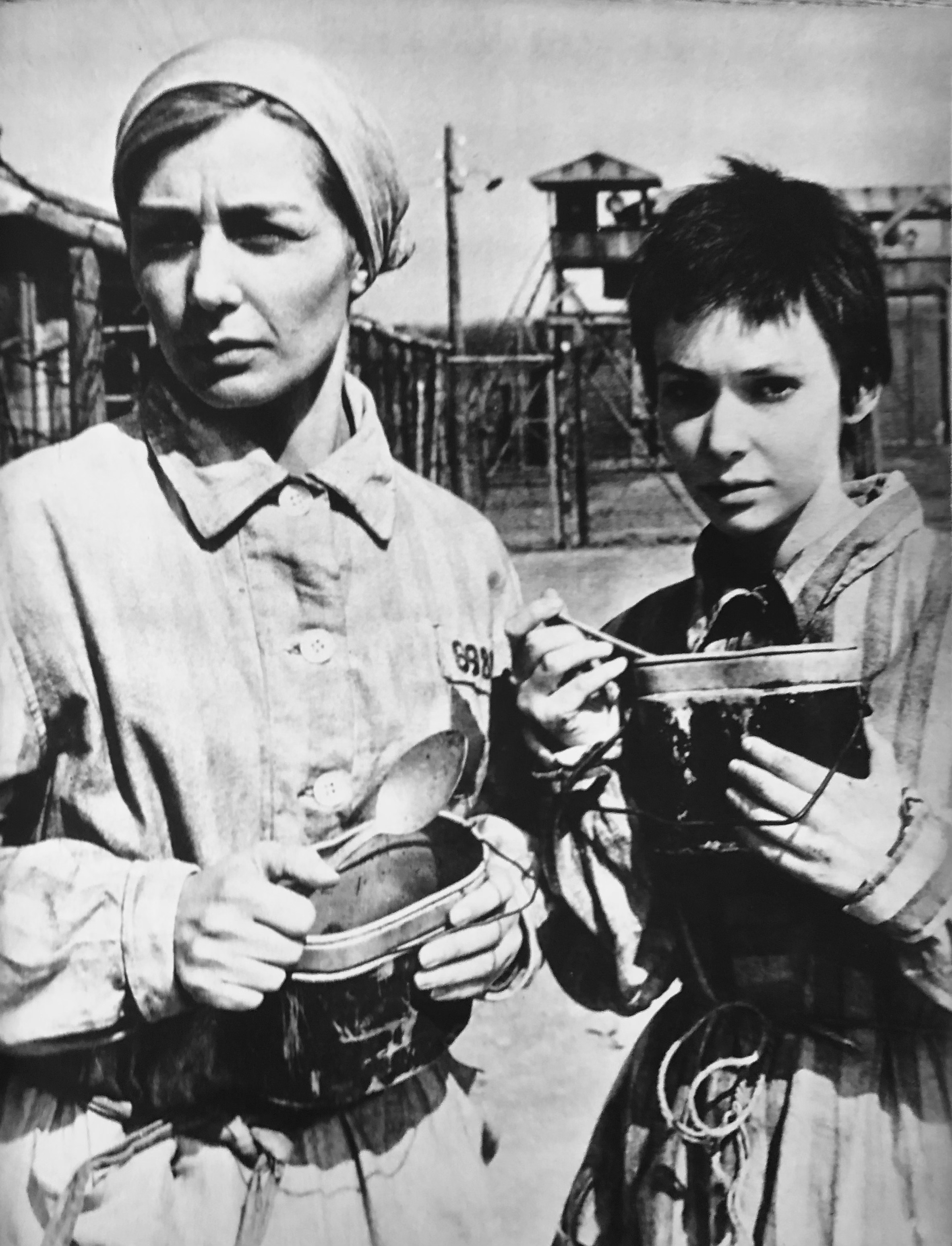
『ゼロ地帯』（1960年）

- 蜘蛛の巣 The Cobweb (1955)
- 女優志願 Stage Struck (1958)
- ゼロ地帯 Kapò (1960)
- 恐怖 Taste of Fear (1961)
- 青年 Hemingway's Adventures of a Young Man (1962)
- 地上最笑の作戦 Il giorno più corto  (1962)
- キプロス脱出作戦 The High Bright Sun (1964)
- 青春の海 Chubasco (1967)
- 白昼の幻想 The Trip (1967)
- 暗殺 The Brotherhood (1968)
- 姉妹 Le sorelle (1969)
- 二重スパイ・国際謀略作戦 Hauser's Memory (1970)
- 西部二人組 Alias Smith and Jones (1971)
- ジェット・ローラー・コースター Rollercoaster (1977)
- マニトウ The Manitou (1978)
- トム・ハンクスの大迷宮 Mazes and Monsters (1982)
- デルタ・フォース The Delta Force (1986)

## 著書
- 『女優志願』 中尾千鶴訳、晶文社、1985年
- 『マリリン・モンローとともに　姉妹として、ライバルとして、友人として』 山田宏一訳、草思社、2011年